# 拉沙佩勒当日隆
拉沙佩勒当日隆（法語：La Chapelle-d'Angillon，法語發音：[la ʃapɛl dɑ̃ʒilɔ̃]），法国中部市镇，位于中央-卢瓦尔河谷大区谢尔省，隶属于维耶尔宗区，其市镇面积为10.17平方公里，2022年1月1日时人口数量为610人，在法国城市中排名第14,454位。
拉沙佩勒当日隆位于谢尔省中北部，是一个区域性的中心城市，两条干线公路在此交汇。法国作家亞蘭·傅尼葉出生于拉沙佩勒当日隆。

## 地名来源
“-d'Angillon”的含义及来源尚不清楚，这一后缀自1801年起成为当地官方名称的一部分
此外，因翻译标准不同，“La Chapelle-d'Angillon”在部分汉语资料中又被译为拉沙佩勒-当日永。

## 历史
拉沙佩勒当日隆的早期历史尚不清楚。根据当地市镇公共社区官方网站的论述，拉沙佩勒当日隆始建于公元10世纪，彼时天主教道士在此修建修道院和圣雅各小教堂（Chapelle Saint-Jacques），后者后被冠以“Angillon”之名。11世纪时，当地领主在此修建贝蒂讷城堡。法国大革命后，拉沙佩勒当日隆成为谢尔省的一个市镇，并自1793年起成为该省的一个县治。2014年，拉沙佩勒当日隆县被撤销。

## 地理

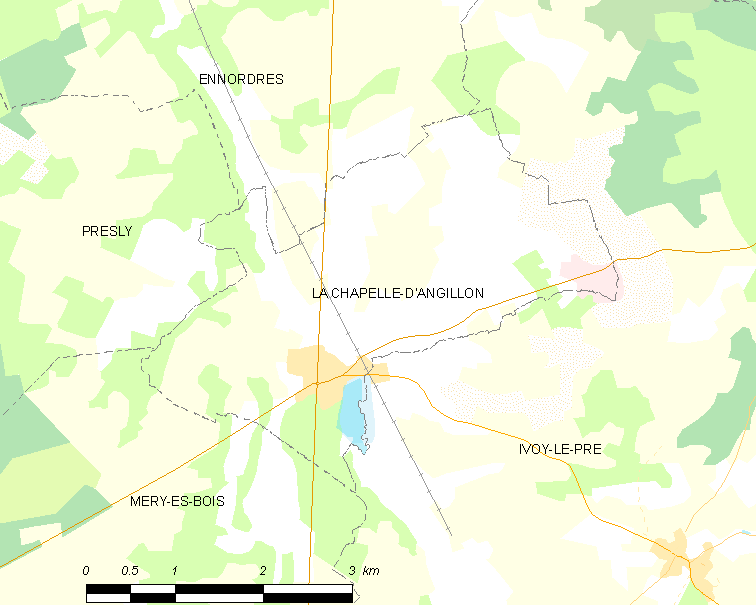
拉沙佩勒当日隆市镇范围地图

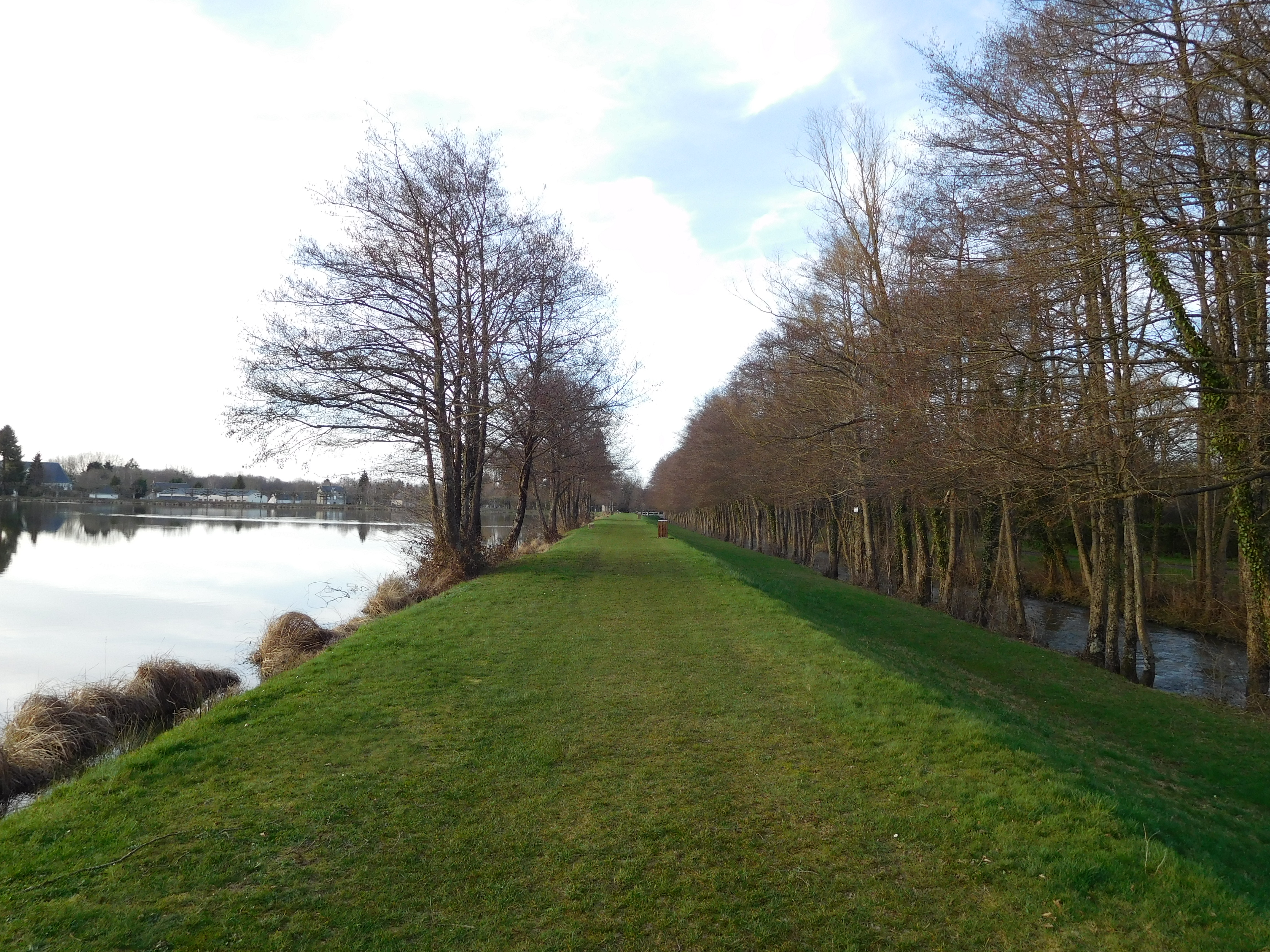
小索尔德河畔的湖泊

拉沙佩勒当日隆位于法国中部，中央-卢瓦尔河谷大区东南部和谢尔省北部，距离省会布尔日大约34公里。与拉沙佩勒当日隆接壤的市镇包括：埃诺德尔、伊瓦勒普雷、普雷利和梅里埃斯布瓦。

### 地形
拉沙佩勒当日隆位于贝里地区北部，境内以平原为主，市镇中心地势较为平坦，整体地势自河谷向外侧略有抬升，全境海拔在183到283米之间。

### 水文
小索尔德河自东南向西北流经拉沙佩勒当日隆市区，并在市镇范围东南部留有一处大型湖塘；小索尔德河左岸支流莫卡尔河（Le Moquart）在此与其交汇。

### 植被
拉沙佩勒当日隆属于温带阔叶混交林区，林地多分布于河流附近及坡地地带，其中市镇范围南部为公园树林（Bois du Parc）。
在鲜花城市的评比中，拉沙佩勒当日隆暂未被评级。

### 气候
拉沙佩勒当日隆在柯本气候分类法中属于温带海洋性气候（Cfb）。

## 行政区划
拉沙佩勒当日隆的市镇编号为18047，邮政编号为18380。
在行政管理方面，拉沙佩勒当日隆隶属于法国中央-卢瓦尔河谷大区谢尔省维耶尔宗区；在地方选举方面，拉沙佩勒当日隆隶属于内尔河畔欧比尼县，其市镇范围全境被划入谢尔省第一选区；在社会管理方面，拉沙佩勒当日隆是索尔德-索洛涅市镇公共社区的组成部分。
截至2024年11月，拉沙佩勒当日隆市镇范围内暂无任何城市敏感街区及城市政策优先街区。
法国国家统计与经济研究所（简称“INSEE”）在进行数据统计时，未将拉沙佩勒当日隆划入任何城市核心区（Unité urbaine）及城市区（Aire urbaine）。自2020年起，拉沙佩勒当日隆被划入包含16个市镇的内尔河畔欧比尼城市辐射区。此外，INSEE还将拉沙佩勒当日隆市镇整体看作一个“块区”（IRIS），以便于统计人口分布情况。

## 交通

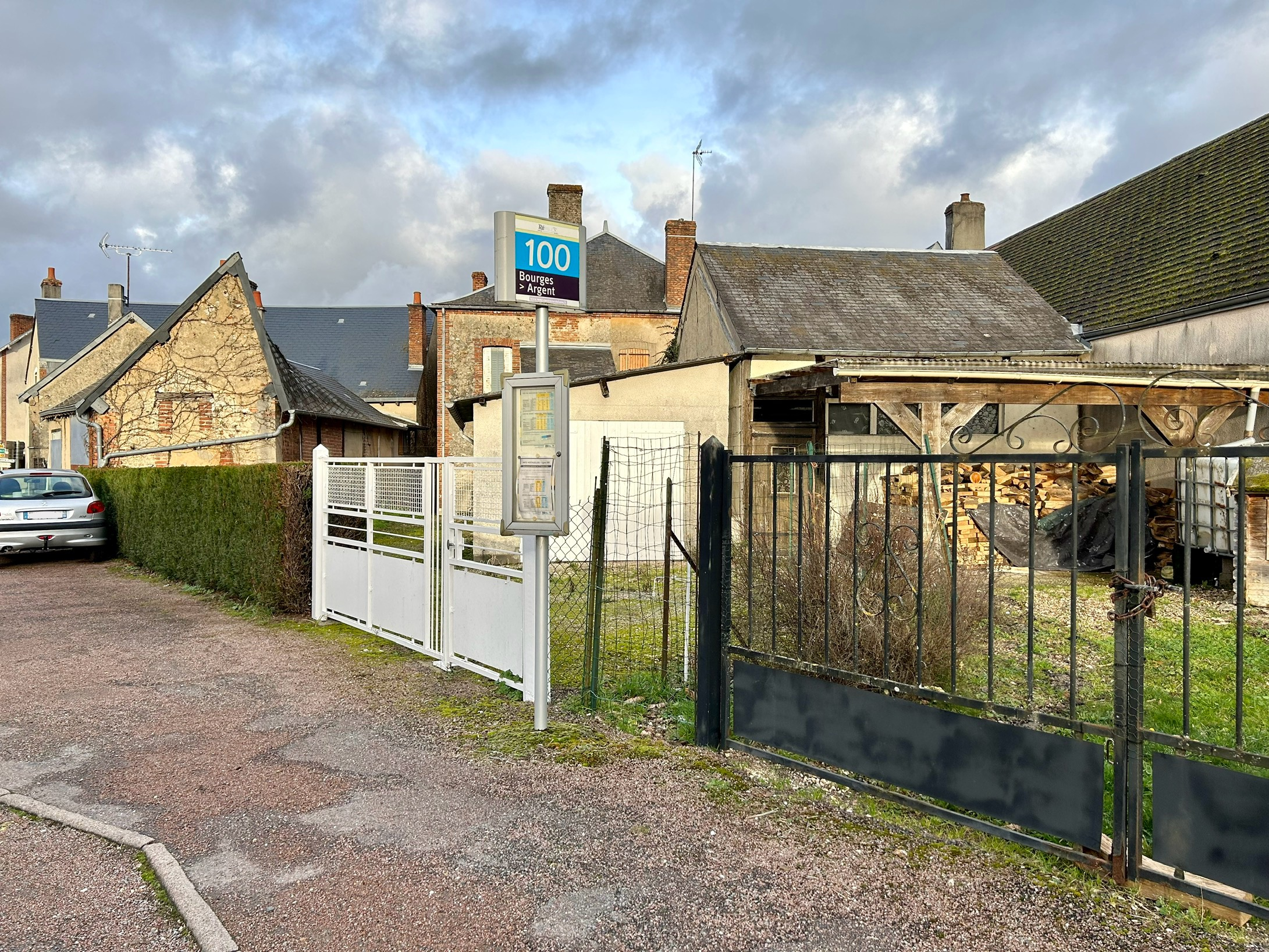
城际巴士100线停靠站点

### 公路
谢尔省省道D12线、D181线、D926线和D940线在拉沙佩勒当日隆境内交汇。中央-卢瓦尔河谷大区城际客运（商业名称为“Rémi”）下属的城际客运100线经停拉沙佩勒当日隆，可通往布尔日、索尔德河畔阿尔让、内尔河畔欧比尼等地。
2021年，64.6%的拉沙佩勒当日隆家庭拥有至少一辆私人汽车。2018年，拉沙佩勒当日隆境内共发生各类交通事故1起，造成1人重伤。
| 5 | 33 |

| 21 | 45 |

| 布尔日 | 35 |

| 内尔河畔欧比尼 | 14 |

| 维耶尔宗 | 34 |

| 巴朗容河畔讷维 | 15 |

| 欧塞尔 | 107 |

| 卢瓦尔河畔博略 | 39 |

### 铁路
距离拉沙佩勒当日隆最近的运营中的客运铁路车站为31公里外的泰耶站，该站停靠往返于奥尔良和维耶尔宗一线的区域列车，部分班次可直通布尔日或沙托鲁。

### 航空
拉沙佩勒当日隆距离沙托鲁机场的公路里程大约91公里。

### 城市公共交通
截至2024年11月，拉沙佩勒当日隆暂无城市公共交通系统。

## 政治

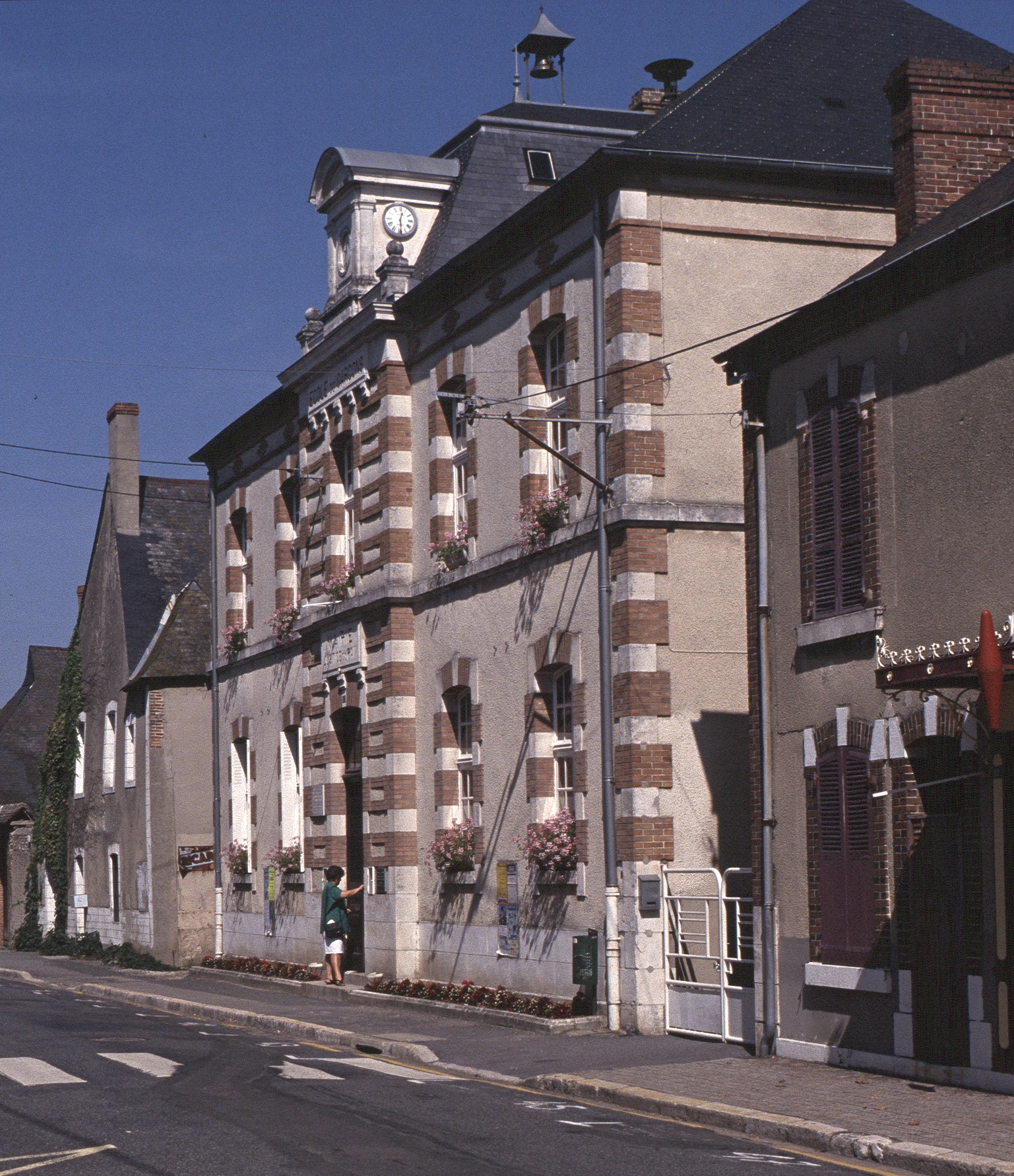
拉沙佩勒当日隆市政厅

拉沙佩勒当日隆的现任市长为若埃尔·库隆先生（Joël COULON），他的党籍不详，在2020年的市政选举中获得了100%的支持率（无其他候选人）。
在2022年的法国总统大选的第二轮选举中，法国极右翼政党国民阵线主席玛丽娜·勒庞在拉沙佩勒当日隆获得了59.52%的支持率。

## 人口
2021年，拉沙佩勒当日隆市镇人口数量为611，在法国排名第14,454位。其中男性306人，女性305人，75岁及以上人口占12.9%，外籍人口数量为8人，人口密度为60人/平方公里，当地居民被称为（男性）或（女性）。2022年，拉沙佩勒当日隆境内出生1人，死亡人口6人。
| 拉沙佩勒当日隆1901年－2021年人口变化情况 |
|                                          |
| 数据来源：Cassini、INSEE                 |

## 经济
2024年，拉沙佩勒当日隆市镇范围内共有各类用人单位（包含自雇）102家，比上一年新增2家；（机械制造）和（果园）是当地2022年已公布营业额最高的两个企业，分别为10,354,922欧元和1,093,433欧元。

## 财政与居民收入
2022年，拉沙佩勒当日隆的财政收入总额为640,780欧元，财政支出总额为578,230欧元，当年的债务总额为704,290欧元。2022年，拉沙佩勒当日隆市镇通过增值税获得108,130欧元的收入，此外当地还共获得了109,620欧元的国家直接财政补助。
| 拉沙佩勒当日隆居民收入情况                       | 拉沙佩勒当日隆居民收入情况 | 拉沙佩勒当日隆居民收入情况 | 拉沙佩勒当日隆居民收入情况 |
| 内容                                             | 拉沙佩勒当日隆             | 法国                       | 统计年份                   |
| ------------------------------------------------ | -------------------------- | -------------------------- | -------------------------- |
| 征税家庭总数                                     | 302                        | 1,081（法国市镇平均）      | 2022年                     |
| 居民平均月收入                                   | 1,828欧元                  | 2,435欧元                  | 2022年                     |
| 高级职员人均月收入                               | 不详                       | 4,331欧元                  | 2021年                     |
| 中级职员人均月收入                               | 不详                       | 2,470欧元                  | 2021年                     |
| 普通职员人均月收入                               | 不详                       | 1,801欧元                  | 2021年                     |
| 贫困率                                           | 不详                       | 14.5%                      | 2020年                     |
| 青壮年（15至64岁）失业率                         | 9.0%                       | 7.4%                       | 2020年                     |
| 征税家庭数量占比                                 | 36.3%                      | 45.5%                      | 2020年                     |
| 家庭年均纳税                                     | 1,714欧元                  | 4,393欧元                  | 2022年                     |
| 资料来源：INSEE、L'Internaute、Le Journal du Net |                            |                            |                            |

## 社会事务

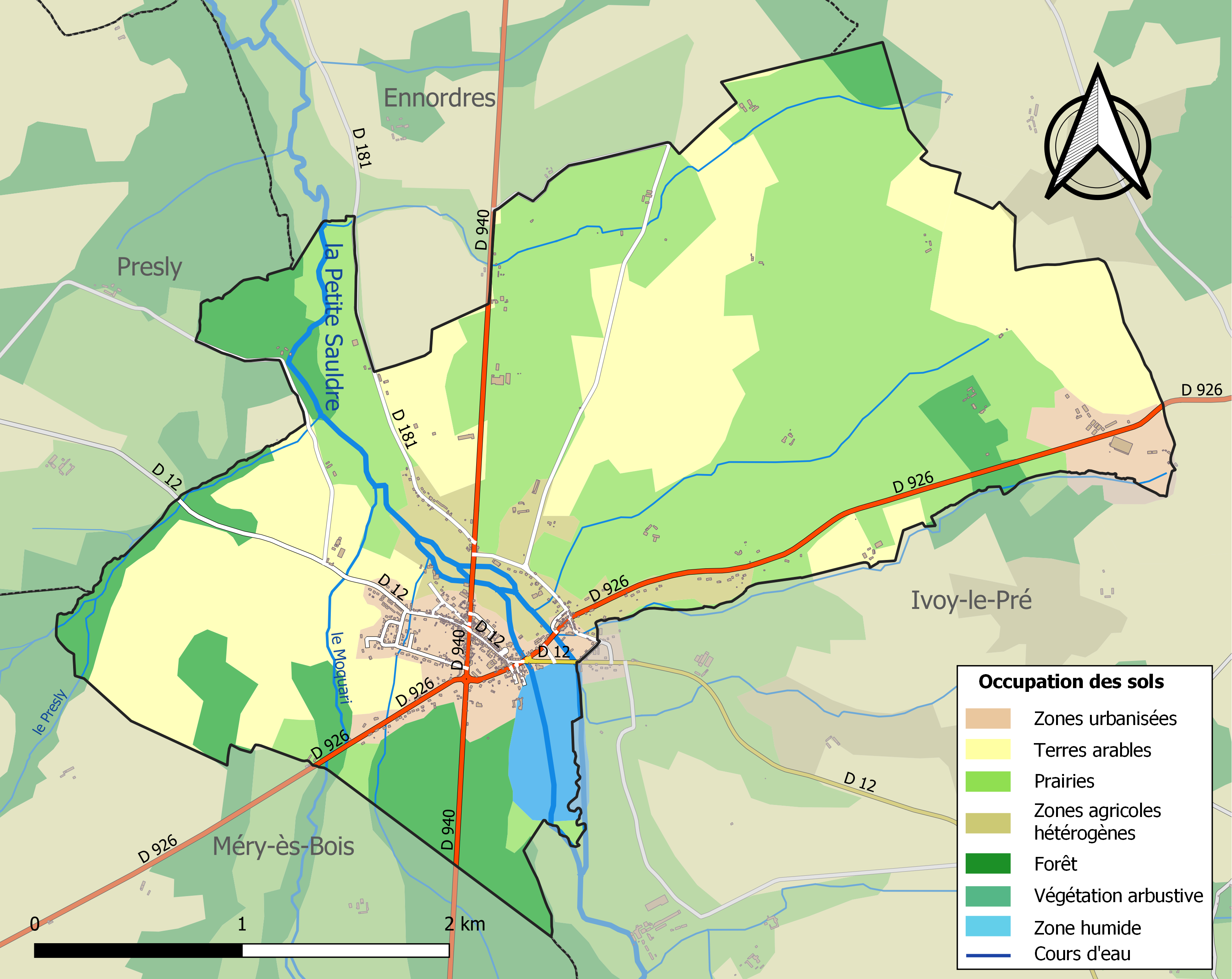
拉沙佩勒当日隆土地利用情况地图

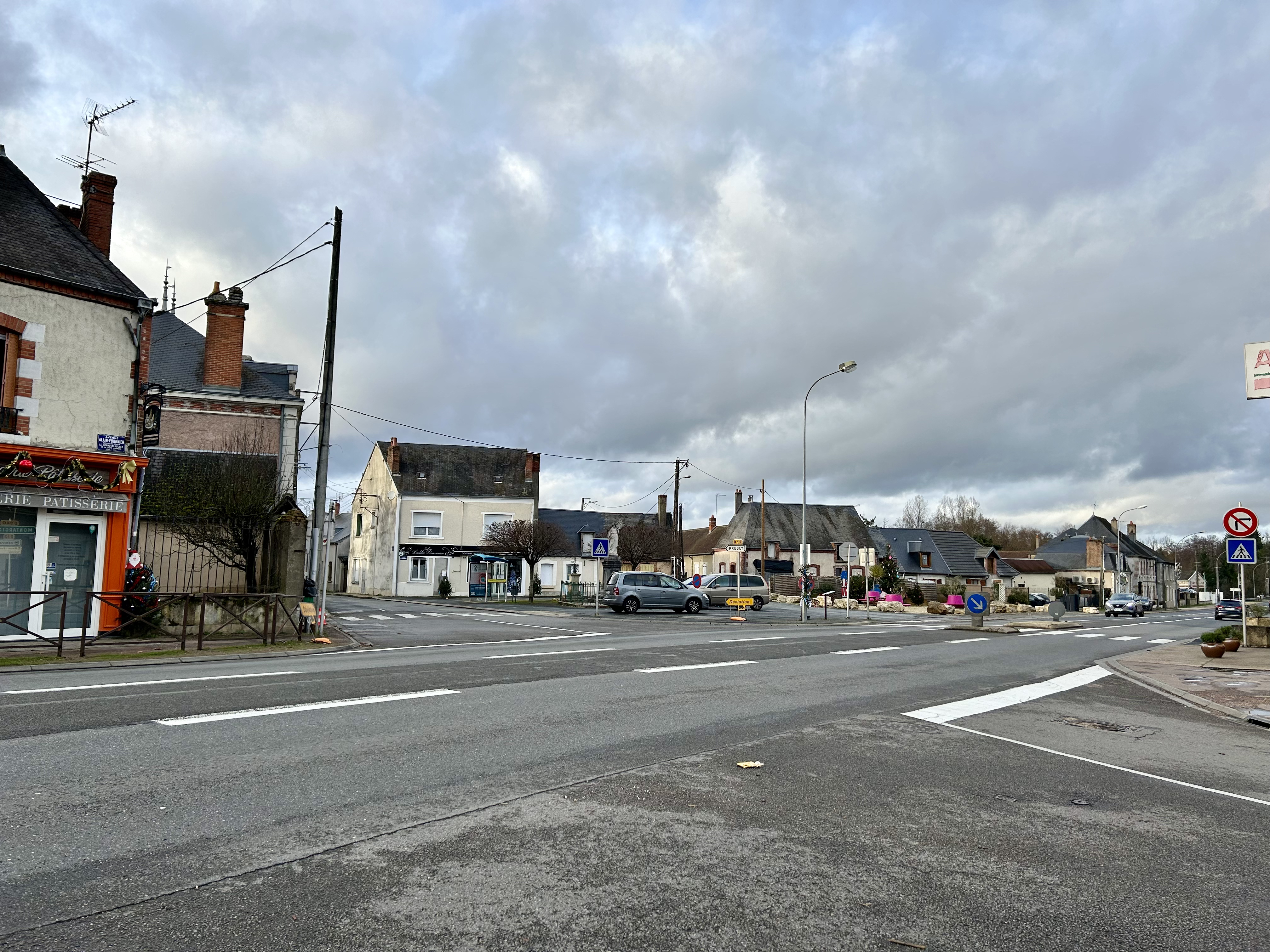
磨坊街广场

### 教育
拉沙佩勒当日隆属于奥尔良-图尔学区。截至2023年1月1日，拉沙佩勒当日隆境内共有1所小学。

### 医疗
截至2023年1月1日，拉沙佩勒当日隆境内共有全科医生1名、保健师3名、护士2名、助产士1名和养老院1家。
距离拉沙佩勒当日隆最近的区域性医疗机构为维耶尔宗中心医院（Centre Hospitalier de Vierzon），其主病区莱奥·梅里戈医院（Hôpital Léo Mérigot）位于维耶尔宗市区，距离拉沙佩勒当日隆市区的正常车程大约35分钟，该院设有床位125个。

### 住房
2021年，拉沙佩勒当日隆境内共有各类住房435套，其中83.7%为独立式住宅，15.9%为集中式住宅。常住房屋占拉沙佩勒当日隆市镇范围内居民建筑总量的74.0%。
在住房保障政策方面，2023年，拉沙佩勒当日隆境内共有95户家庭获得了家庭津贴补助，受益人数占总人口数量的15.5%，其中35份为房租补助。

### 商业
2021年，拉沙佩勒当日隆境内共有各类实体商铺10家，其中杂货店1家、面包房1家、美容美发店2家、汽车维修店1家。

### 体育
2023年，拉沙佩勒当日隆境内共有1处网球场以及1处足球或橄榄球场。
截至2024年11月，拉沙佩勒当日隆境内暂无任何注册足球俱乐部。

### 环境
拉沙佩勒当日隆的环境事务由其所属的索尔德-索洛涅市镇公共社区联合各级政府协调负责。2021年，拉沙佩勒当日隆境内暂无污染企业。

### 治安
2023年，拉沙佩勒当日隆市镇范围内累计记录各类案件16起，其中盗窃类案件7起，人身侵犯类案件5起，毒品交易类案件1起。

## 文化

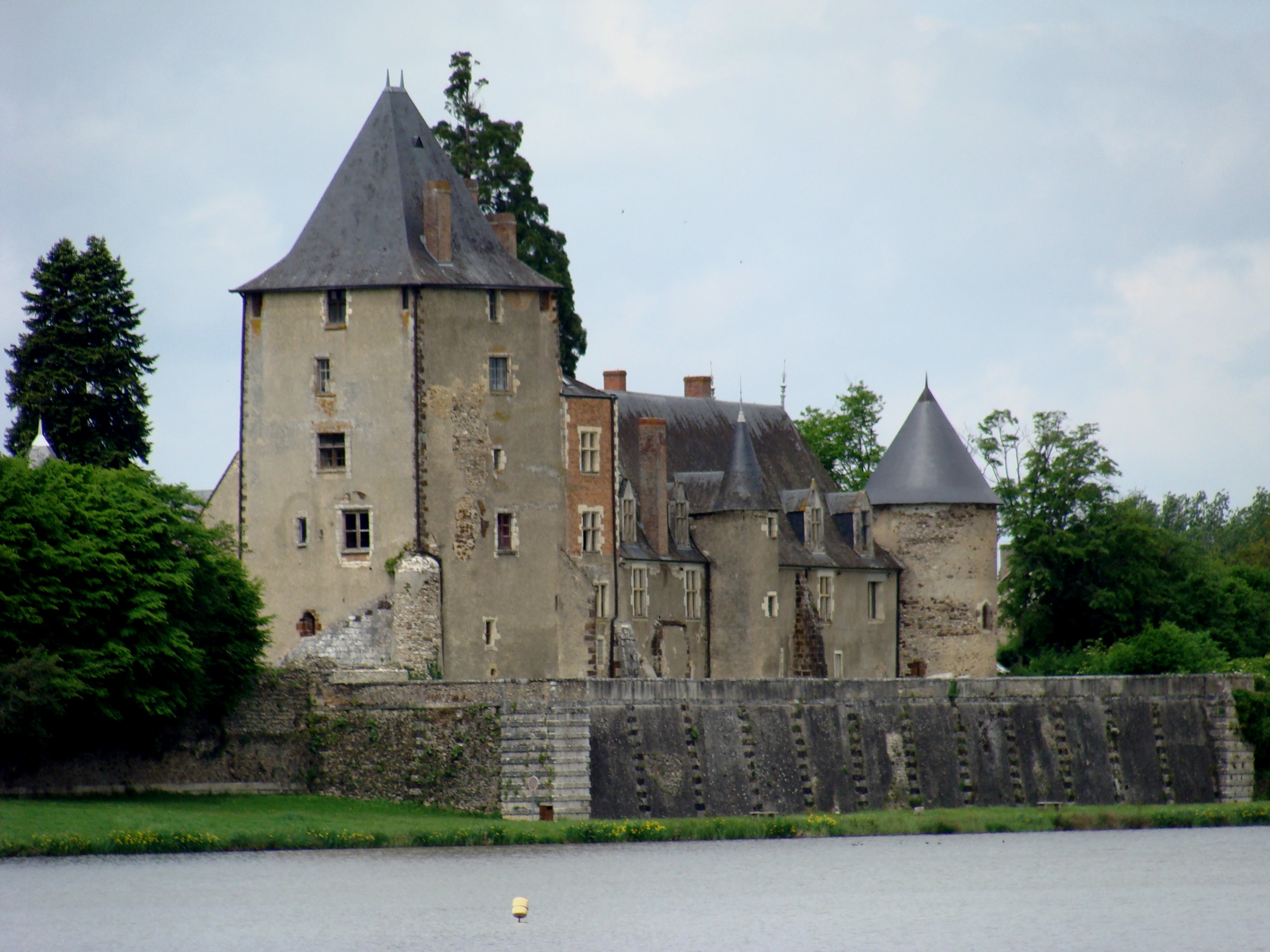
贝蒂讷城堡

2021年，拉沙佩勒当日隆境内暂无任何文化设施。

### 建筑
拉沙佩勒当日隆境内有多处历史建筑，其中贝蒂讷城堡为法国国家文物保护单位。

### 旅游
拉沙佩勒当日隆的旅游事务由其所属的索尔德-索洛涅市镇公共社区联合各级政府协调负责。2024年，拉沙佩勒当日隆境内暂无任何游客接待设施。

### 媒体
法国主要的媒体均可在拉沙佩勒当日隆接收，法国电视三台下属的中央-卢瓦尔河谷大区频道在部分时段播出拉沙佩勒当日隆所在谢尔省的地方新闻。《贝里共和党人报》、蓝色法兰西贝里广播、震动广播等是当地主要的地方性媒体。

## 相关人物
法兰西女公爵尼維爾的亨麗埃特和法国作家亞蘭·傅尼葉出生于拉沙佩勒当日隆。

## 友好城市
截至2024年11月，拉沙佩勒当日隆暂未建立任何友好城市关系。